# Monomorium pharaonis
La hormiga faraón (Monomorium pharaonis) es una hormiga pequeña (2 mm) y de color amarillo o marrón claro, casi transparente, notoria por ser una importante plaga en interiores, especialmente en hospitales. Es una especie criptogénica y ha llegado a prácticamente todas las zonas del mundo, incluidas Europa, América, Australasia y el Sudeste asiático. Es una plaga importante en los Estados Unidos, Australia y Europa.
Esta especie es poligínica (cada colonia contiene muchas reinas), lo que lleva a interacciones de castas y dinámicas de colonia únicas. Esto también permite que la colonia se fragmente rápidamente en colonias de yemas.

## Características físicas

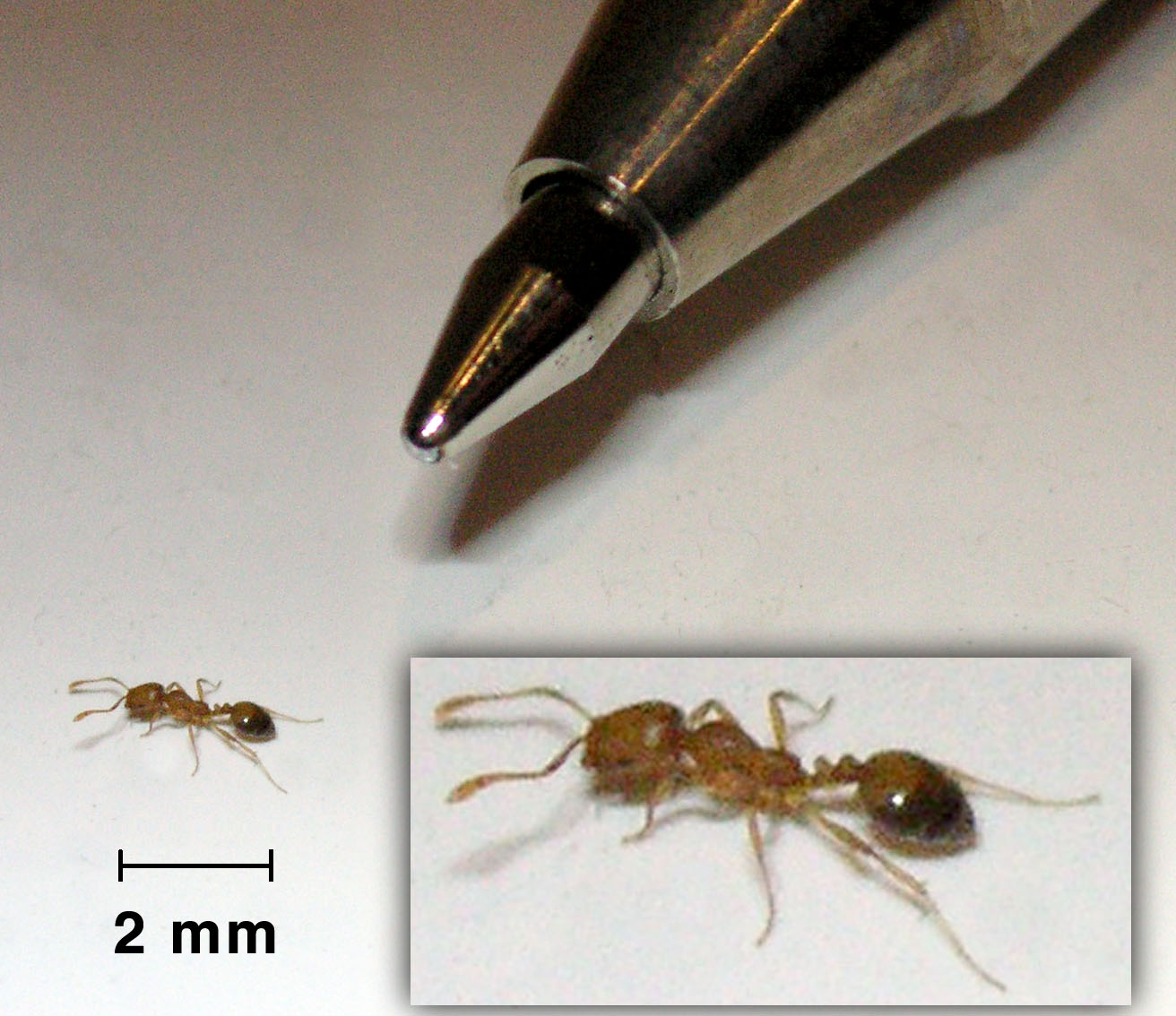
Una hormiga faraón trabajadora cerca de la punta de un bolígrafo.

Los machos miden unos 3 mm de largo, son negros y tienen alas (pero no vuelan). Las reinas son de color rojo oscuro y miden entre 3,6 y 5 mm de largo. Inicialmente tienen alas que pierden poco después del apareamiento, pero no vuelan.

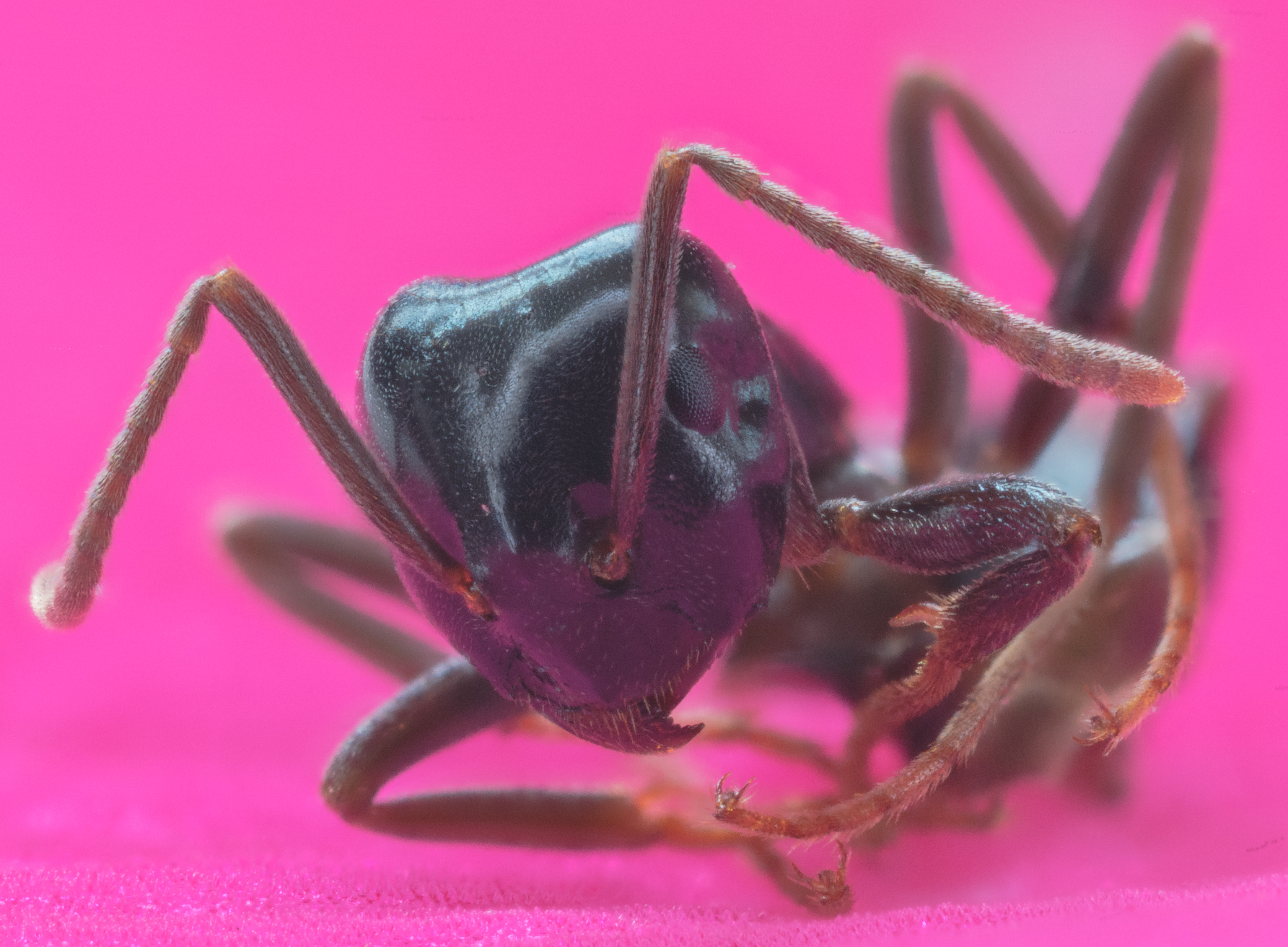
Hormiga faraón.

## Sistema de castas
Monomorium pharaonis, similar a otras hormigas invasoras, es una especie poligínica, lo que significa que sus colonias contienen muchas reinas (hasta 200). Debido a que estas colonias carecen de reconocimiento de sus compañeros de nido, no existe hostilidad entre las colonias vecinas, lo que se conoce como unicolonialidad.

## Reproducción
El apareamiento de las hormigas faraón se produce dentro de los nidos con machos que normalmente no pertenecen a la colonia, lo que garantiza la diversidad genética. La reina normalmente puede producir huevos en lotes de 10 a 12 a la vez, pero puede poner hasta 400 huevos cada vez que se aparea. Los huevos que se producen tardan hasta 42 días en madurar desde un huevo hasta un adulto. Cada reina dentro del nido vive entre 4 y 12 meses.

## Especie invasora
Debido a su potencial colonizador y constituir una amenaza grave para las especies autóctonas, los hábitats o los ecosistemas, la hormiga faraón ha sido incluida en el Catálogo Español de Especies Exóticas Invasoras, regulado por el Real Decreto 630/2013, de 2 de agosto, estando prohibida en España su introducción en el medio natural, posesión, transporte, tráfico y comercio.